# Вулиця Городище
Вулиця Городище — вулиця в Києві пролягає від вулиці Деснянської до перетину вулиць Пирнівська та Єдності. Вулиця виникла на початку 2010-х. Сучасна назва з 2011 року.